# Maria Novosiltseva
Maria Novosiltseva, född 1830, död 1910, var en rysk pedagog. Hon var föreståndare för Smolnyjinstitutet från 1886 till 1894.  
Hon var dotter till adelsmannen Peter Kozhin och utbildades i hemmet på familjens herrgård. Vid 17 års ålder gifte hon sig med godsägaren Ivan Novosiltsev (1823-1870). Maria Novosiltsev tjänstgjorde som sjukvårdare under det rysk-turkiska kriget (1877–1878) och utmärkte sig där inför Maria Fjodorovna, som utnämnde henne till föreståndare. Hon saknade utbildning och lät institutet fungera efter traditionen utan att göra några innovationer i utbildningen. Däremot reformerade hon institutets vård av sjuka elever och blev ihågkommen för sin humanism och sin personliga omtanke.   